# Golden (Nuevo México)
Golden es un lugar designado por el censo ubicado en el condado de Santa Fe en el estado estadounidense de Nuevo México. En el Censo de 2010 tenía una población de 37 habitantes y una densidad poblacional de 2,1 personas por km².

## Geografía
Golden se encuentra ubicado en las coordenadas 35°15′49″N 106°13′24″O / 35.26361, -106.22333. Según la Oficina del Censo de los Estados Unidos, Golden tiene una superficie total de 17.59 km², de la cual 17.59 km² corresponden a tierra firme y (0%) 0 km² es agua.

## Demografía
Según el censo de 2010, había 37 personas residiendo en Golden. La densidad de población era de 2,1 hab./km². De los 37 habitantes, Golden estaba compuesto por el 86.49% blancos, el 0% eran afroamericanos, el 2.7% eran amerindios, el 2.7% eran asiáticos, el 2.7% eran isleños del Pacífico, el 5.41% eran de otras razas y el 0% pertenecían a dos o más razas. Del total de la población el 24.32% eran hispanos o latinos de cualquier raza.